# صياح وهمس (فلم)
صياح وهمس (بالإنجليزية: Cries and Whispers) هو فيلم دراما تم إنتاجه في السويد وصدر في سنة 1972. الفيلم من إخراج إنغمار برغمان وكتابة إنغمار برغمان.

## الميزانية والإيرادات
بلغت تكلفة إنتاج الفيلم حوالي 400,000 دولار بينما حقق أرباحا تقدر بـ SEK 2,130,705 (Sweden), 1.5 مليون دولار ().

### ترشيحات وجوائز
| السنة | الحدث  | الفئة     | النتيجة |
| ----- | ------ | --------- | ------- |
|       | أوسكار | أفضل فيلم | رُشِّح     |

## روابط خارجية
- صياح وهمس على موقع IMDb (الإنجليزية)
- صياح وهمس على موقع الموسوعة البريطانية (الإنجليزية)
- صياح وهمس على موقع روتن توميتوز (الإنجليزية)
- صياح وهمس على موقع نتفليكس (الإنجليزية)
- صياح وهمس على موقع ألو سيني (الفرنسية)
- صياح وهمس على موقع Turner Classic Movies (الإنجليزية)
- صياح وهمس على موقع أول موفي (الإنجليزية)
- صياح وهمس على موقع فيلمافينيتي (الإسبانية)
- صياح وهمس على موقع قاعدة بيانات الأفلام السويدية (السويدية)
- صياح وهمس على موقع قاعدة بيانات الفيلم (الإنجليزية)